# Noe
Noe (în ebraică: Noakh נח) este un personaj din Biblia ebraică și din Vechiul Testament al creștinilor, al zecelea patriarh după Adam, despre care se relatează în Cartea Genezei (Facerea) בראשית (Întâia Carte a lui Moise) din Biblie și este conform acesteia, personajul central al cataclismului mitic de care îi este legat numele Potopul lui Noe și de mijlocul de supraviețuire din acel cataclism:Arca lui Noe. Povestirea biblică despre Noe a fost reluată, mai târziu, și de Coran, unde în limba arabă el se numește Nuh. 
După narațiunea biblică, Noe a fost unicul supraviețuitor al Potopului, împreună cu soția, copiii și nurorile sale, și, în acest fel, a devenit în generația sa, strămoșul întregii omeniri. 
Noe a avut, între alți copii, trei fii - Sem, Ham și Iafet, al căror nume a fost folosit în genealogia biblică  a trei seminții omenești, iar la începuturile lingvisticii -  în denumirea unor familii de limbi (semite, hamite,iafetite). 
Conform legendei, Noe a trăit 950 ani, după calcule ale cronologiei tradiționale iudaice - între anul 1056 de la Facerea Lumii (care ar corespunde anului 2705 î.Hr) și anul 2006 de la Facerea Lumii (respectiv 1755 î.Hr).   
Figura lui Noe aduce aminte de personaje din mitologia sumeriană - Zusiudra , cea babiloniană- Utnapishtim și cea greacă - Deucalion.
Povestea potopului din Geneza 6–8 se aseamănă mult cu mitul potopului lui Ghilgameș al babilonienilor  .

## Viața
După Biblie (cf. Geneza 5,28), Noe a fost fiul lui Lameh, care era fiul lui Metusala (Matusalem), iar numele său ebraic ar însemna mângâiere, liniște, odihnă.
Se mai spune că Noe a trăit 950 de ani și dupa textul biblic este ultimul dintre primii patriarhi care au trăit peste 700 de ani

## Fiii lui Noe
După cartea lui Moise, fiii lui Noe (Sem, Ham și Iafet) s-au născut când el avea vârsta de 500 de ani. Aceștia poartă numele a trei popoare ebraice. Astfel, din Ham provin hamiții (africanii negri), din Sem, semiții (popoarele semitice) și din Iafet, iafetiții.

## Arca lui Noe și potopul

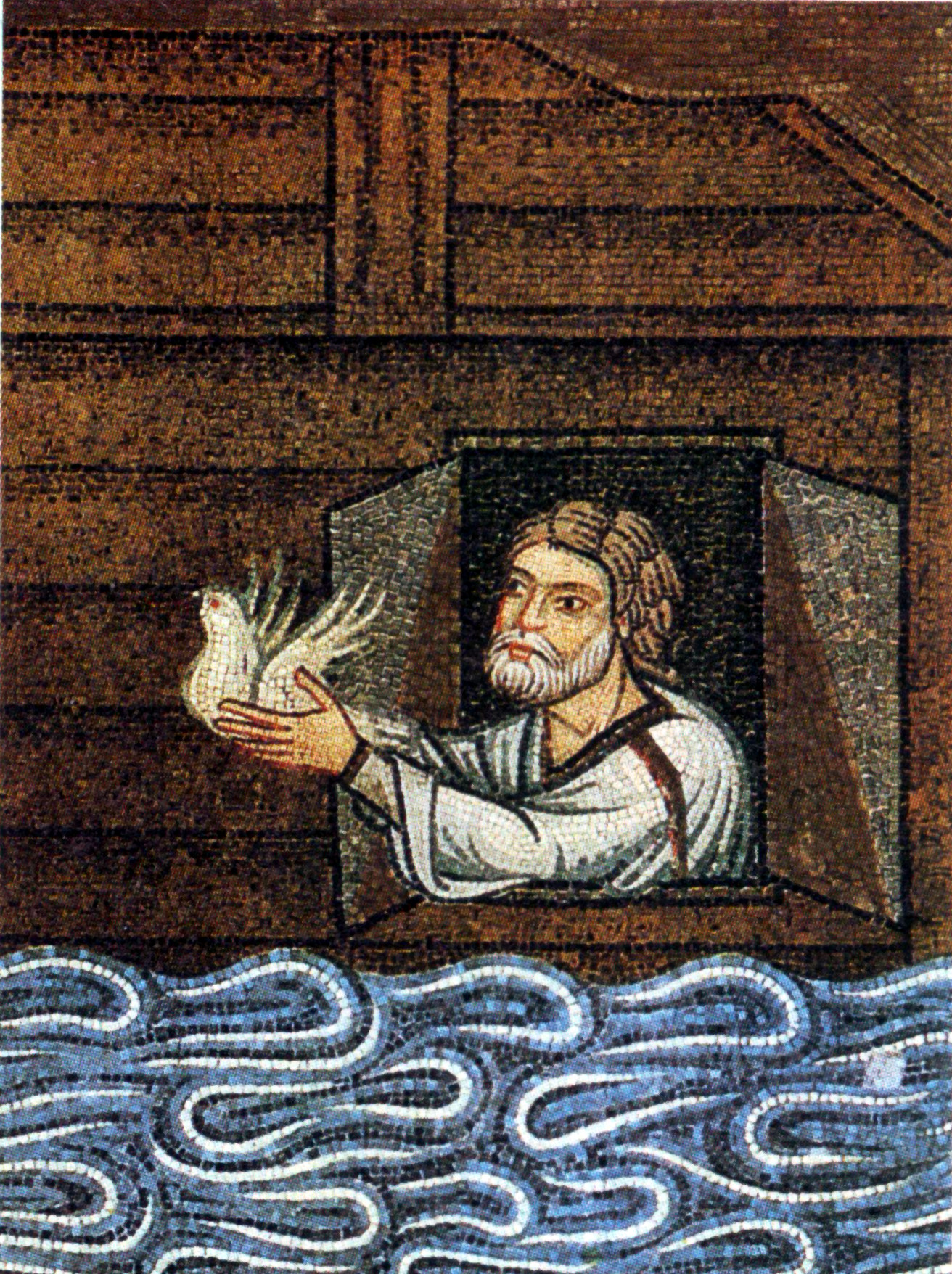
După potop, Noe a trimis și un porumbel să vadă dacă apele au scăzut. Mozaic din biserica San Marco, Veneția

Dumnezeu vrea să pedepsească oamenii pentru viața păcătoasă pe care o duceau, în același timp cruțând familia lui Noe, care ducea o viață evlavioasă.
Noe, fiind înștiințat, construiește o barcă cunoscută sub numele de Arca lui Noe în care se urcă cu familia sa și cu diferite animale (câte două din fiecare specie) pentru a le salva din calea potopului trimis de Dumnezeu și care a nimicit viețuitoarele de pe pământ.
După potop, Noe a trimis mai întâi un corb să vadă dacă apele au scăzut, apoi un porumbel. După ce el și familia sa au ieșit din arcă, Noe a sacrificat un animal în cinstea lui Dumnezeu pentru că i-a salvat și pentru ca Dumnezeu să nu mai trimită potopul. În semn de legământ Dumnezeu a pus pe cer curcubeul, care simbolizează pacea și liniștea după ploaie sau război.
Asemenea povestiri despre potop pot fi întâlnite și în mitologia sumero-babiloniană referitoare la Ghilgameș (cca. 1200 î.Hr.), sau mai târziu, în Talmud și Coran.

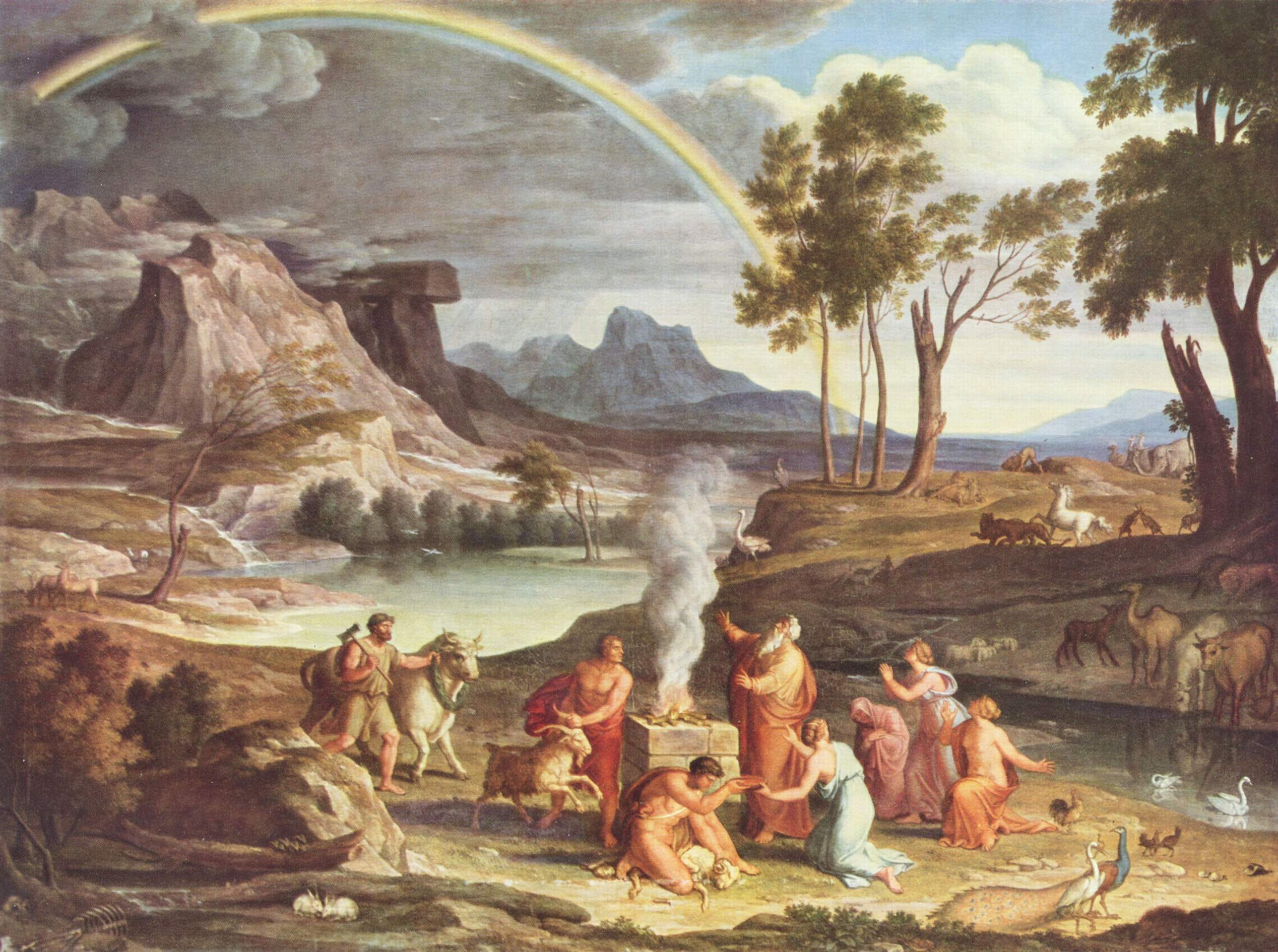
Legământul lui Dumnezeu cu Noe

## Blestemarea lui Ham
După Biblie, Noe a devenit agricultor și viticultor (Gen.9,20). Într-o zi, Noe s-a îmbătat cu vin din rodul viței sale, s-a dezgolit în mijlocul cortului (este și o pictură de Michelangelo Buonarroti în Vatican cu beția lui Noe), fiind astfel văzut gol de fiul său Ham. Ham, în loc să-și acopere tatăl, a fugit la frații săi și le-a spus ce se întâmplase. Aceștia, când au auzit, s-au dus să-l acopere pe Noe având fețele întoarse de la el. După ce s-a trezit din beție, Noe a aflat ce făcuse fiul său cel mai mic și a blestemat pe Canaan, fiul acestuia(Gen. 9,21-27), ca să fie robul robilor fraților săi. Noe a binecuvântat pe Sem și pe Iafet întrucât și-au respectat tatăl. În cele din urmă, Noe moare la vârsta de 950 de ani, la 350 de ani după potop(Gen.9,28-2

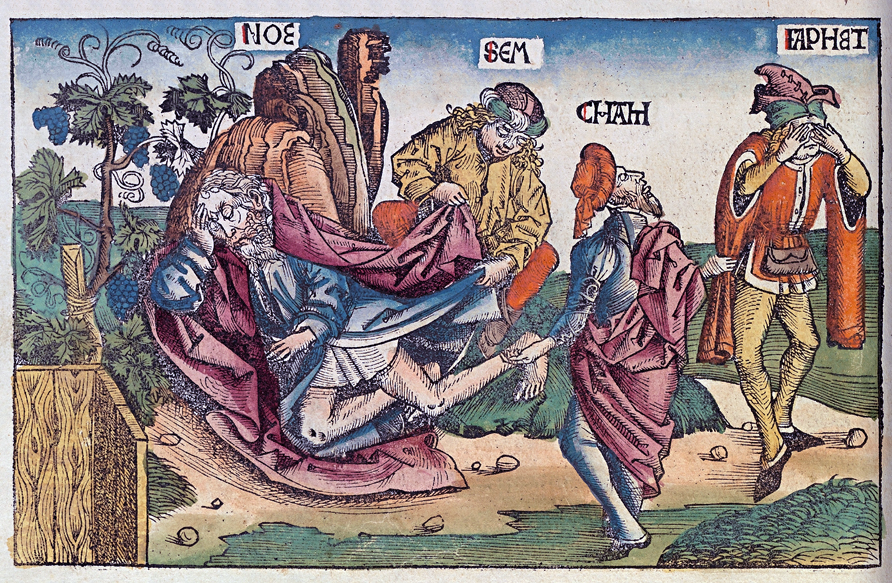
Blestemarea lui Ham

## Adevăratul Noe
Nu există dovezi că ar fi existat cu adevărat. Potopul nu a fost la nivel mondial, aceasta fiind o credință a autorilor biblici. Sursa legendei potopului ar putea fi un eveniment meteorologic din anii 3300 î.Hr.-3000 î.Hr., pe malurile fluviilor Tigru și Eufrat, în care s-a produs p imensă inundație în Mesopotamia. Cândva, la începuturile creștinismului, se credea că lumea avea o vechime de mii de ani (nu milioane de ani), iar potopul ar fi avut loc până în anul 2200 î.Hr. Însă odată cu descoperirea civilizațiilor mai vechi, cum ar fi cea egipteană, care au supraviețuit presupusului potop și sunt mai vechi de anii 5000 î.Hr., cu mult înainte de data presupusa a potopului, exclud posibilitatea unui potop la nivel mondial. De exemplu, la Uruk, oraș fondat la circa 5000 î.Hr. nu există urme ale unui potop mondial. În schimb, regiunea Urukului a fost des lovită de inundații regionale în Antichitate, lucru care a fost descris cu acribie de arheologi.
În plus, autorii Bibliei ar fi preluat în personajul Noe fapte despre personaje similare din mitologia mesopotamiană, în care se povestește despre un potop care ar fi distrus Mesopotamia și despre un om, Utnapishtim, care ar fi construit o corabie și ar fi salvat speciile. Și mitologia greacă povestește despre un anume potop, trimis de zei, dar în care un om, Deucalion, împreună cu femeia sa, debarcând pe un loc uscat ar fi continuat răspândirea umană. Deci potopul biblic, ca și personajul Noe sunt versiunea ebraică a unor legende aflate și în mitologia mesopotamiană.
Cercetători, confruntați cu narativul biblic, consideră ca un  potop global cum este descris în Cartea Genezei nu este conform cu datele fizice ale geologiei și paleontologiei.
Geologul David Montgomery afirmă că Potopul lui Noe (un potop global, planetar) a fost decredibilizat științific de vreo două sute de ani, lucru cu care teologii mainstream se împăcaseră de mult, mulți din luminătorii geologiei moderne fiind de fapt teologi, care aveau atât timpul necesar cât și interesul de a cerceta Creația lui Dumnezeu pentru a învăța despre Creator. El afirmă că abandonarea ideii de potop global de către geologi se petrecuse deja (se încheiase) înaintea publicării Originii speciilor a lui Darwin, de fapt înainte ca acesta să pună piciorul pe nava Beagle.
În acelaș timp, schimbări pe scară întinsă ale climei și stingerea unor numeroase specii de viețuitoare - inclusiv a unor animale gigante -  sunt cunoscute pe parcursul erelor geologice.

## Diverse mitologii
- Mitologia egipteană: Naunet
- Hindusă: Manu
- China: Nuwa
- Sumeriană: Ziusudra
- Babyloniană: Atra-Hasis, Utnapishtim, Xisuthrus
- Greacă: Deucalion